# هیپلوس (دهانه)
هیپلوس یک دهانه برخوردی در ماه‌ است.

## دهانه‌های اقماری
این دهانه ۴ دهانه اقماری دارد.
| Hippalus | عرض جغرافیایی | طول جغرافیایی | قطر          |
| -------- | ------------- | ------------- | ------------ |
| A        | ۲۳.۸° S       | ۳۲.۸° W       | ۸.۰ کیلومتر  |
| C        | ۲۴.۱° S       | ۳۰.۵° W       | ۴.۰ کیلومتر  |
| B        | ۲۵.۱° S       | ۳۰.۱° W       | ۵.۰ کیلومتر  |
| D        | ۲۳.۶° S       | ۳۱.۹° W       | ۲۴.۰ کیلومتر |